# Breaking the Chains
Breaking the Chains — дебютный студийный альбом американской хард-рок-группы Dokken, издан в 1983 году.

## Об альбоме
Первоначально альбом назывался Breakin' The Chains и был выпущен в 1981 году лейблом Carerre Records. Эта версия альбома намного отличалась от своего более известного американского варианта. Песня «Paris Is Buring» называлась просто «Paris» и была представлена в студийном варианте. В оригинальом альбоме присутствовала песня «We’re Illegal», которая позже превратилась в «Live To Rock (Rock To Live)». Отличались так же обложка, порядок песен и микширование.
В 1983 году альбом был переиздан в США лейблом Elektra Records. В чарте Billboard 200 альбом достиг 136-й строчки. Заглавный трек «Breaking The Chains» попал на 62ую строчку величайших хард-рок песен по версии VH1. У лейбла альбом считался провальным, и Elektra Records хотели разорвать контракт с Dokken, но менеджемнт группы убедил лейбл в том, что у группы есть потенциал к созданию более успешного альбома, что впоследствии подтвердил альбом Tooth and Nail.

## Список композиций версии 1981 года
Сторона A
1. «Breaking the Chains» — 3:51
2. «Seven Thunders» — 3:43
3. «I Can’t See You» — 3:08
4. «In the Middle» — 3:12
5. «We’re Illegal» — 3:39

Сторона B
1. «Paris» — 3:13
2. «Stick to Your Guns» — 3:55
3. «Young Girls» — 3:14
4. «Felony» — 3:25
5. «Nightrider» — 5:07

## Список композиций версии 1983 года
Сторона A
1. «Breaking the Chains» (Доккен/Линч) — 3:51
2. «In the Middle» (Линч/Доккен) — 3:44
3. «Felony» (Доккен) — 3:07
4. «I Can’t See You» (Доккен/Круасье) — 3:12
5. «Live to Rock (Rock to Live)» (Линч/Круасье/Доккен) — 3:38

Сторона B
1. «Nightrider» (Доккен/Браун/Линч) — 3:13
2. «Seven Thunders» (Линч/Браун/Доккен) — 3:56
3. «Young Girls» (Линч/Доккен) — 3:14
4. «Stick to Your Guns» (Доккен) — 3:24
5. «Paris Is Burning (Live)» (Линч/Доккен) — 5:08

## Над альбомом работали
Участники группы
- Дон Доккен — Вокал/Ритм-гитара
- Джордж Линч — Гитара
- Хуан Круасье — Бас-гитара/Бэк-вокал (указан, но на самом деле не играл)
- Мик Браун — Ударные/Бэк-вокал

Неуказанные музыканты
- Петер Балтес — Бас[5]
- Бобби Блотзер сыграл на ударных в треках «Young Girls», «Stick to Your Guns» и «Paris»

## Видеоигры
- Grand Theft Auto: Vice City Stories — «Breaking the Chains»